# 제48회 G7 정상회의

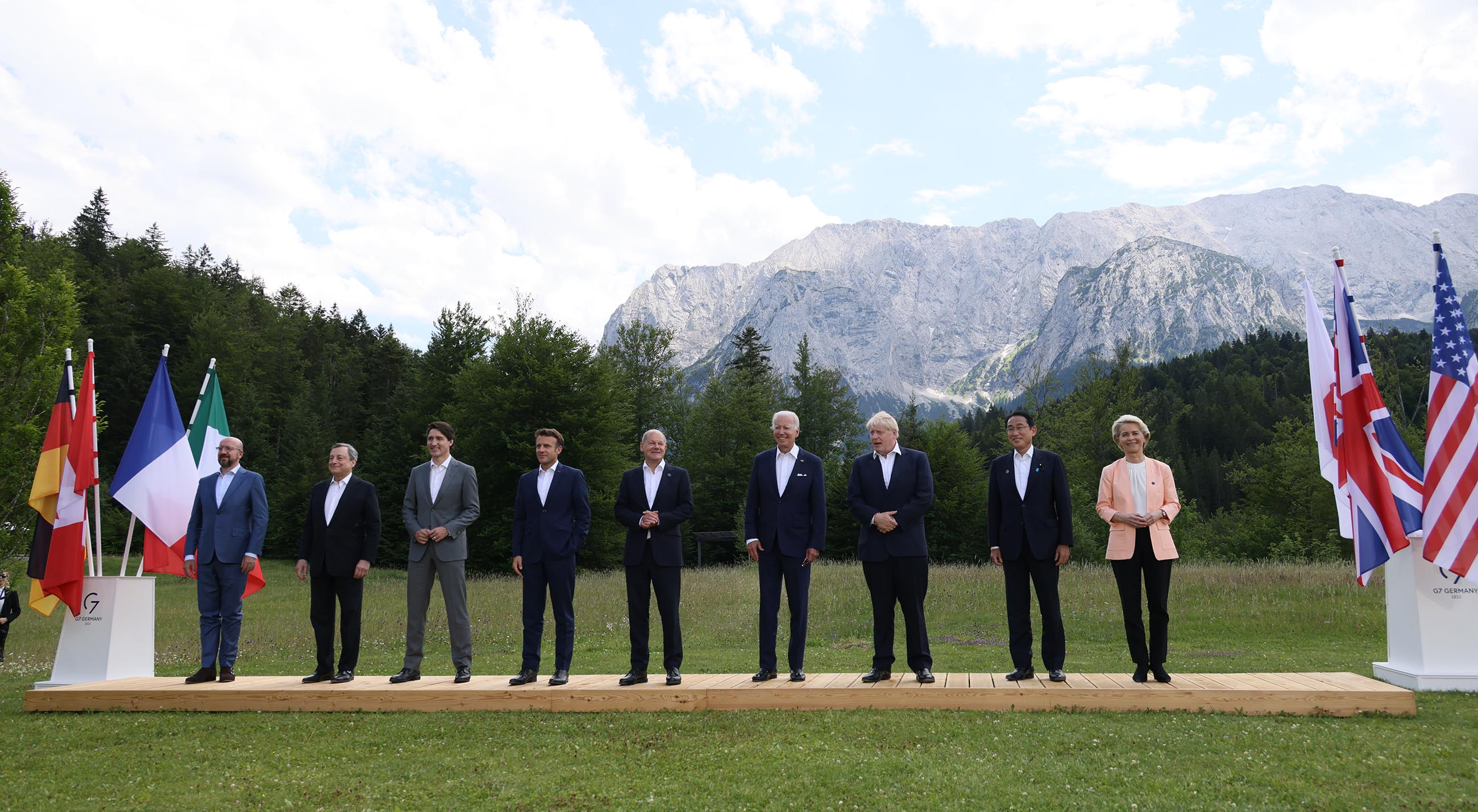

제48회 G7 정상회의는 2022년 6월 26일부터 28일까지 독일 바이에른 알프스 크륀(Krün) 슐로스 엘마우(Schloss Elmau)에서 개최되었다. 독일은 이전에 슐로스 엘마우에서 2015년에 G7 정상회담을 개최한 바 있다.

## 정상회의에 참석한 지도자들
2022년 정상회의는 올라프 숄츠 독일 총리와 기시다 후미오 일본 총리의 첫 정상회담이었다. 보리스 존슨 영국 총리와 마리오 드라기 이탈리아 총리의 마지막 정상회담이기도 했다.
G7 핵심 멤버
- 캐나다 쥐스탱 트뤼도 캐나다의 총리
- 프랑스 에마뉘엘 마크롱 프랑스의 대통령
- 독일 올라프 숄츠 독일의 총리
- 이탈리아 마리오 드라기 이탈리아의 총리
- 일본 기시다 후미오 일본의 내각총리대신
- 영국 보리스 존슨 영국의 총리
- 미국 조 바이든 미국의 대통령
- 유럽 연합 우르줄라 폰데어라이엔 유럽 연합 집행위원장
- 유럽 연합 샤를 미셸 유럽 연합 정상회의 상임의장

초대국
- 아르헨티나 알베르토 페르난데스 아르헨티나의 대통령
- 인도 나렌드라 모디 인도의 총리
- 인도네시아 조코 위도도 인도네시아의 대통령
- 세네갈 마키 살 세네갈의 대통령
- 남아프리카 공화국 시릴 라마포사 남아프리카 공화국의 대통령
- 우크라이나 볼로디미르 젤렌스키 우크라이나의 대통령
- G7 GEAC 유타 알멘딩거
- 국제 에너지 기구 페이스 비롤
- 국제 노동 기구 가이 라이더
- 국제 통화 기금 크리스탈리나 게오르기에바
- 경제협력개발기구 마티아스 코만
- 유엔 안토니우 구테흐스 유엔 사무총장
- 세계은행 데이비드 말패스 세계은행 총장
- 세계보건기구 테워드로스 아드하놈
- 세계무역기구 응고지 오콘조이웨알라

## 같이 보기
- 러시아의 우크라이나 침공